# Askanaz Karapetian
Askanaz Karapetian (orm. Ասքանազ Կարապետյան, ros. Асканаз Георгиевич Карапетян; ur. 8 grudnia?/20 grudnia 1899 we wsi Ewdżilar (Arazap) w guberni erywańskiej (obecnie w rejonie armawirskim w Armenii), zm. 1 listopada 1978 w Erywaniu) – radziecki wojskowy narodowości ormiańskiej, generał-major, Bohater Związku Radzieckiego (1943).

## Życiorys
Od 1917 pracował w przemyśle naftowym w Groznym, później był pracownikiem sezonowym na stacji Baladżar w Azerbejdżanie, w grudniu 1919 został zmobilizowany do armii dasznaków i do kwietnia 1920 służył w mieście Sarıkamış (obecnie w Turcji).
Po zajęciu Demokratycznej Republiki Armenii przez RFSRR w sierpniu 1920, wstąpił ochotniczo do Armii Czerwonej, został też członkiem partii komunistycznej, w 1921 jako dowódca plutonu brał udział w walkach z dasznakami. W lipcu 1924 ukończył Zjednoczoną Szkołę Wojskową w Erywaniu, w sierpniu 1927 został dowódcą kompanii w mieście Karaklis (obecnie Wanadzor), w sierpniu 1929 skończył kursy wojskowo-polityczne przy Zakaukaskiej Szkole Piechoty im. 26 Komisarzy Bakijskich, później był m.in. naczelnikiem szkoły pułkowej. W lipcu 1937 ukończył kursy „Wystrieł” i został dowódcą pułku w Erywaniu, od czerwca 1938 jako dowódca pułku w 33. Dywizji Strzeleckiej, potem w 143. Dywizji Strzeleckiej służył w Białoruskim Okręgu Wojskowym (w Nowozybkowie i Homlu), we wrześniu 1939 uczestniczył w przyłączeniu do ZSRR Zachodniej Białorusi, czyli agresji ZSRR na Polskę. Od grudnia 1940 dowodził pułkiem w Zachodnim Specjalnym Okręgu Wojskowym.
Po ataku Niemiec na ZSRR brał udział w walkach w rejonie Kobrynia, Baranowicz i Mińska, został wraz z pułkiem skierowany na Front Południowo-Zachodni, uczestniczył w walkach w Donbasie, w kwietniu 1942 rozpoczął kursy doskonalenia kadry dowódczej, po ukończeniu których we wrześniu został dowódcą brygady, walczył na Froncie Stalingradzkim, w maju 1943 mianowano go zastępcą dowódcy 315. Dywizji Strzeleckiej w 5. Armii Uderzeniowej, brał udział w walkach nad rzeką Mius, później w walkach o Melitopol. 1 listopada 1943 objął dowództwo dywizji, z którą od 23 lutego 1944 walczył na 4. Froncie Ukraińskim, biorąc udział m.in. w operacji krymskiej, od maja 1944 do końca wojny dywizja wchodziła w skład Samodzielnej Armii Nadmorskiej. 2 listopada 1944 otrzymał stopień generała majora. Po wojnie dowodził dywizją w Teodozji, w grudniu 1948 skończył kursy doskonalenia dowódców dywizji piechoty, potem został dowódcą brygady w Bałcie, a od stycznia 1951 – 89. Dywizją Strzelecką w Erywaniu (Zakaukaski Okręg Wojskowy). Od września 1952 do grudnia 1953 uczył się na Wyższych Kursach Akademickich przy Wyższej Akademii Wojskowej im. Woroszyłowa, w lutym 1954 został zwolniony do rezerwy.

## Odznaczenia
- Złota Gwiazda Bohatera Związku Radzieckiego (1 listopada 1943)
- Order Lenina (dwukrotnie - 1 listopada 1943 i 6 listopada 1945)
- Order Czerwonego Sztandaru (czterokrotnie - 8 lutego 1943, 3 listopada 1944, 15 listopada 1950 i 28 października 1967)
- Order Suworowa II klasy (16 maja 1944)
- Order Czerwonej Gwiazdy (1 marca 1938)

I medale.